# Otsego (Michigan)
Pour les articles homonymes, voir Otsego.
Otsego est une cité (city) du comté d'Allegan, dans l'État du Michigan, aux États-Unis. En 2020, sa population était de 4 120 habitants.